# 日本病院薬剤師会
一般社団法人日本病院薬剤師会（にほんびょういんやくざいしかい）は、病院や診療所に勤務するコ・メディカルの薬剤師の職能団体。会員数は 36,790 名（2007年）。1955年に不破龍登代などによって設立された。法人の設立は1971年である。薬剤師であっても強制的に加盟する必要はない。
病院薬剤師とは、病院や診療所に勤務するコ・メディカルの薬剤師の事。当会はこれらの薬剤師が中心となって構成されている。薬局等に勤務している独立専門職の薬剤師は日本薬剤師会を組織しており、別団体となっている。
病院薬剤師は、医師から発行された処方通りに調剤することを主な業務とする。勤務地柄日々大量の調剤をこなす事となるため作業分担が確立しているケースが多い。そのため、調剤を行った者が直接患者に指導するケースは少ない。

## 設立の経緯
日本病院薬剤師連合協会という名前で設立された。初代会長であった不破会長は「我々は日本薬剤師協会（現：日本薬剤師会）の構成員でもあり、日薬と切り離して一組織とするという野心は毛頭ない、従って日薬の理事会に日本病院薬剤師連合協会を設立したことを報告し、理解を求めたところもちろん異議なく承認された」とし当初は日本薬剤師会の一部門的な立ち位置であった。当時の会則第1条にも「本会は日本病院薬剤師協会と云い日本薬剤師協会に属する」という文言が記載されていた。
その後、日本薬剤師会が開局薬剤師中心の団体となりつつあったこと、医薬分業を巡り、まず病院から院外処方箋を発行させたいとする薬局薬剤師側と、処方箋発行は薬剤師不在の開業医からと主張する病院薬剤師側との意見対立があった事で日本病院薬剤師連合協会側から、日本薬剤師会組織を改編し各職業別薬剤師団体の連合体としての日本薬剤師会に改組し各団体からの代議員によって運営する案を要望したものの満足のいく対応が無かった。また当時の病院薬剤師に対しての社会的地位の認識の問題から次第に独立論が出るようになり社団法人化について、昭和36年度の代議員会の場で提案され採択された。しかしながら即座に社団法人化には至らずその間にも医薬分業の制度改革の始まったころであり、調剤薬局と病院の調剤所の扱いの問題や医薬分業の流れで何かと意見対立のあった日本医師会に対して薬局側の主張が主で病院薬剤師側の主張がなされないなど病院薬剤師に関わる問題が出るようになり薬局薬剤師側と病院薬剤師側の主張が一致しない事が見受けられた。昭和45年7月、第18回代議員会において「速やかに社団法人化の実現を図るべきである」との意見が出された。厚生省は社団法人化の条件として日本薬剤師会側の了解が必要との意向を示したとされ、日病薬高木敬次郎会長と日薬石館守三会長の会談の末、社団法人化が了解され以下の通り覚書（日病薬独立三原則）が交わされ昭和46年7月15日社団法人化されることとなった。
近年薬薬連携の必要性が叫ばれるようになり。地方薬剤師会と地方病院薬剤師会の間で組織統合する動きが出ている。2010年に京都府薬剤師会と京都府病院薬剤師会を統合し新しく京都府薬剤師会に組織が改編されたのをはじめとし、兵庫県薬剤師会も、2016年度をめどに兵庫県病院薬剤師会とを兵庫県薬剤師会との一体的な運営を決めた。

## インタビューフォーム
日本病院薬剤師会が要領を策定して、作成と配布を製薬企業に依頼しているものにインタビューフォームがある。

## 沿革
- 1955年　日本病院薬剤師協会の設立可決
- 1962年　日本病院薬剤師会と名称変更
- 1971年　社団法人化